# 牙狼〈GARO〉-GOLDSTORM- 翔
《牙狼〈GARO〉-GOLDSTORM- 翔》（日語：牙狼〈GARO〉-GOLDSTORM- 翔）可以指︰
1. 日本特攝劇集《牙狼〈GARO〉》系列的電影作品，是《牙狼〈GARO〉～照亮黑暗的人～》的續作，也是《牙狼〈GARO〉-GOLDSTORM- 翔》電視版的前傳，於2015年3月28日公映；
2. 日本特攝劇集《牙狼〈GARO〉》系列的電視作品，是《牙狼〈GARO〉～照亮黑暗的人～》的續作，於2015年4月10日至9月18日在東京電視台聯播網的深夜時段播出，全23集。

## 本劇特色
本劇是特攝劇《牙狼》系列的第五部作品，亦是《牙狼〈GARO〉～照亮黑暗的人～》的續作，本作沿用了上集的道外流牙和莉杏為主角。《牙狼〈GARO〉》之父再次擔任本作的監督，而並非由《牙狼〈GARO〉～照亮黑暗的人～》的監督橫山誠擔任。

## 故事大綱

### 電視版
爲了再次封印拉旦，流牙與莉杏開始了新的戰鬥。在這之中，一位神秘的魔戒法師－加魯多和擁有導師職位的魔戒騎士－秋月大吾也紛紛加入了這場戰鬥，一同對抗暗中計畫讓拉旦復活的神牙和亞美里。

## 登場人物
- 道外流牙（栗山航飾）

黄金騎士牙狼→黃金騎士牙狼·翔→黃金騎士牙狼·闇
- 莉杏（南里美希飾）

女魔戒法師，與道外流牙一同踏上旅途。
- 龍女（桑江咲菜飾）

女魔戒法師。
- D・蘋果（泉谷茂飾）
- 雪姬（黑木桃子飾）

### 電影版登場人物
- 阿號（井坂俊哉飾）

人型魔導具。
- 雙龍法師（柄本明飾）

魔戒法師。阿號的製造者。

### 電視版登場人物
- 加魯多（中島廣稀飾）

魔戒法師。
- 秋月大吾（脇崎智史飾）

獸身騎士戲牙
- 神牙（井上正大飾）

原本是魔戒騎士，亞美里的丈夫，及後因兒子被殺而墮入黑暗，成為火羅。
- 亞美里（松野井雅 飾）

原本是魔戒法師，神牙的妻子，及後因兒子被殺而墮入黑暗，成為火羅。
- 春奈（小松もか飾）

加魯多的妹妹。

### 配音
- 魔導輪薩魯巴︰影山浩宣

## 各集資料
| 播映日   | 集數       | 各集副標 | 客演 |
| -------- | ---------- | -------- | --- |
| 15/04/10 | 第一話     | 劍       | 双子少女（ヘルツバイ人間態） - MIO、YAE ピクロ人間態 - 市濑秀和 魔戒法師健 - 下條亞富 司機 - 鼠先輩 雪 - 梅澤亞季                                                                   |
| 15/04/17 | 第二話     | 炎       | ピクロ人間態 - 市濑秀和 |
| 15/04/24 | 第三話     | 蝶       | 林（ブケリ人間態） - 波岡一喜 未奈 - 坂口杏里 平太 - 田中稔彦 園長 - 萩原流行 |
| 15/05/01 | 第四話     | 斧       | 義人 - 今野浩喜 秀樹 - 高橋健一 親方 - 古井榮一 雪 - 梅澤亞季 |
| 15/05/08 | 第五話     | 罪       | 佐久間（ホラー人間態） - 黒石高大 理沙 - 小林恵美 雪 - 梅澤亞季 梶 - 片桐仁 光谷 - 新井裕介                                                                                         |
| 15/05/15 | 第六話     | 額       | 段下（ホラー人間態） - 大柴亨 三輪摩托司機 - アジャ・コング ヤスシ - せんだ雄太 宅配員A - 坂井友秋 宅配員B - 坂城君                                                                 |
| 15/05/22 | 第七話     | 術       | |
| 15/06/05 | 第八話     | 筆       | スミダ（レッサード人間態） - マイケル富岡 店主 - 松澤傑 青年 - 汐谷恭一 |
| 15/06/12 | 第九話     | 羽       | ウォスカ（ホラー人間態） - 船木誠勝 檜葉セイジ - 高嶋宏行 |
| 15/06/19 | 第十話     | 雷       | ゼラーザ人間態 - 未唯mie 男性（ホラー人間態） - 倉田大輔 女性（ホラー人間態） - 星乃きえ                                                                                            |
| 15/06/26 | 第十一話   | 阱       | ヘデラ人間態 - やべきょうすけ ゲリル人間態 - 前田健 魔戒法師ヒカゲ - 奥井雅美 魔戒法師モユル - 松村雄基 ガルド幼少期 - 市村涼風 ハルナ幼少期 - 木村日翠                             |
| 15/07/03 | 第十二話   | 絆       | ゲリル人間態 - 前田健 ガルド幼少期 - 市村涼風 ハルナ幼少期 - 木村日翠 |
| 15/07/10 | 第十三話   | 沼       | 妖艶な女性（ホラー人間態） - 今井メロ タツミ - 肥後克広 |
| 15/07/17 | 第十四話   | 標       | ギンジ - なぎら健壱 |
| 15/07/24 | 第十五話   | 砦       | |
| 15/07/31 | 第十六話   | 戰       | |
| 15/08/07 | 第十七話   | 鏡       | ユウト - 中野魁星 魔戒法師モユル - 松村雄基 ガルド幼少期 - 市村涼風 ハルナ幼少期 - 木村日翠                                                                                         |
| 15/08/14 | 第十八話   | 暗       | |
| 15/08/21 | 第十九話   | 心       | |
| 15/08/28 | 第二十話   | 泉       | |
| 15/09/04 | 第二十一話 | 王       | |
| 15/09/11 | 第二十二話 | 城       | ラダン城の従者 - 山口仁美、高橋すみれ、日野綾子 ユキ - 梅澤亜季 リサ（ユキの姉） - 小林恵美 ヨシト - 今野浩喜 ヒデキ - 高橋健一 トラック運転手 - アジャコング 檜葉セイジ - 高嶋宏行 |
| 15/09/18 | 第二十三話 | 嵐       | |

## 主題曲

### 片頭曲
- 『GOLD STORM』（電視版、第1至第12集）

作曲、編曲︰寺田志保、栗山善親
主唱︰JAM Project
- 『EMERGE〜漆黒の翼〜』（電視版、第13至第23集）

作詞︰奥井雅美
作曲︰影山浩宣、須藤賢一
主唱︰JAM Project

### 片尾曲
- 『PRAYERS』（電視版）

作詞︰奥井雅美
作曲︰影山浩宣
編曲︰寺田志保
主唱︰魔戒歌劇團（黑木桃子、桑江咲菜、松山メアリ、大關英里） / Produced by team GAJARI（影山浩宣、奥井雅美、雨宮慶太）
- 『紅蓮白蓮』（電視版）

作詞︰奥井雅美
作曲︰影山浩宣
編曲︰安瀬聖
演唱︰魔戒歌劇團

## 外部連結
- 『牙狼〈GARO〉-GOLDSTORM- 翔』本片官網
  - 『牙狼〈GARO〉-GOLDSTORM- 翔』本片TV官網
- 東京電視台『牙狼〈GARO〉-GOLDSTORM- 翔』節目情報網頁 （页面存档备份，存于）